# Ribeirópolis
Ribeirópolis este un oraș în Sergipe (SE), Brazilia.